# Ultima adresă
Proiectul „Ultima adresă” (în rusă «Последний адрес») este o inițiativă civică desfășurată în Rusia și care are ca obiectiv perpetuarea memoriei persoanelor care au fost supuse represiunilor politice în timpul puterii sovietice. Pe peretele clădirii în care a locuit victima represaliilor este instalată o placă memorială mică, de 11 cm × 19 cm, dedicată unei singure persoane. Principiul proiectului este „Un nume, o viață, un semn” (în rusă «Одно имя, одна жизнь, один знак»).
Proiectul este pus în practică de organizația nonprofit Fundația pentru Perpetuarea Memoriei Victimelor Represiunii Politice „Ultima adresă” și este finanțată din donații publice.. Sursa principală de informații despre cei aproape 3 milioane de cetățeni ai Uniunii Sovietice care au fost supuși represiunii politice este baza de date  Societății „Memorial”.
În perioada 2014-2020, au fost instalate în Rusia peste 1.000 de plăcuțe memoriale „Ultima adresă”. Proiectul a primit mai multe distincții și premii publice. În același timp, proiectul a fost criticat de unele persoane publice.
Atitudinea autorităților a variat destul de mult: autoritățile federale au susținut proiectul, dar autoritățile din unele orașe (Sankt Petersburg și Ekaterinburg de exemplu) s-au opus instalării plăcilor „Ultima adresă” pe clădiri cu statutul de monumente istorice sau culturale.
În diferite alte țări post sovietice, urmând exemplul proiectului rus, au început proiecte independente: în Ucraina („Остання адреса – Україна"” din 2017), Cehia («Poslední adresa» din anul 2017) , Georgia („უკანასკნელი მისამართი. საქართველო” din anul 2018) </ref> și Republica Moldova („Ultima adresă” din anul 2018).

## Apariția proiectului
Acest proiect este important pentru ca acest lucru să nu se mai repete. Cei care nu știu nimic despre represiuni, după ce au văzut tabletele, vor întreba ce a fost. Cei care au fost martori, își vor reaminti. 

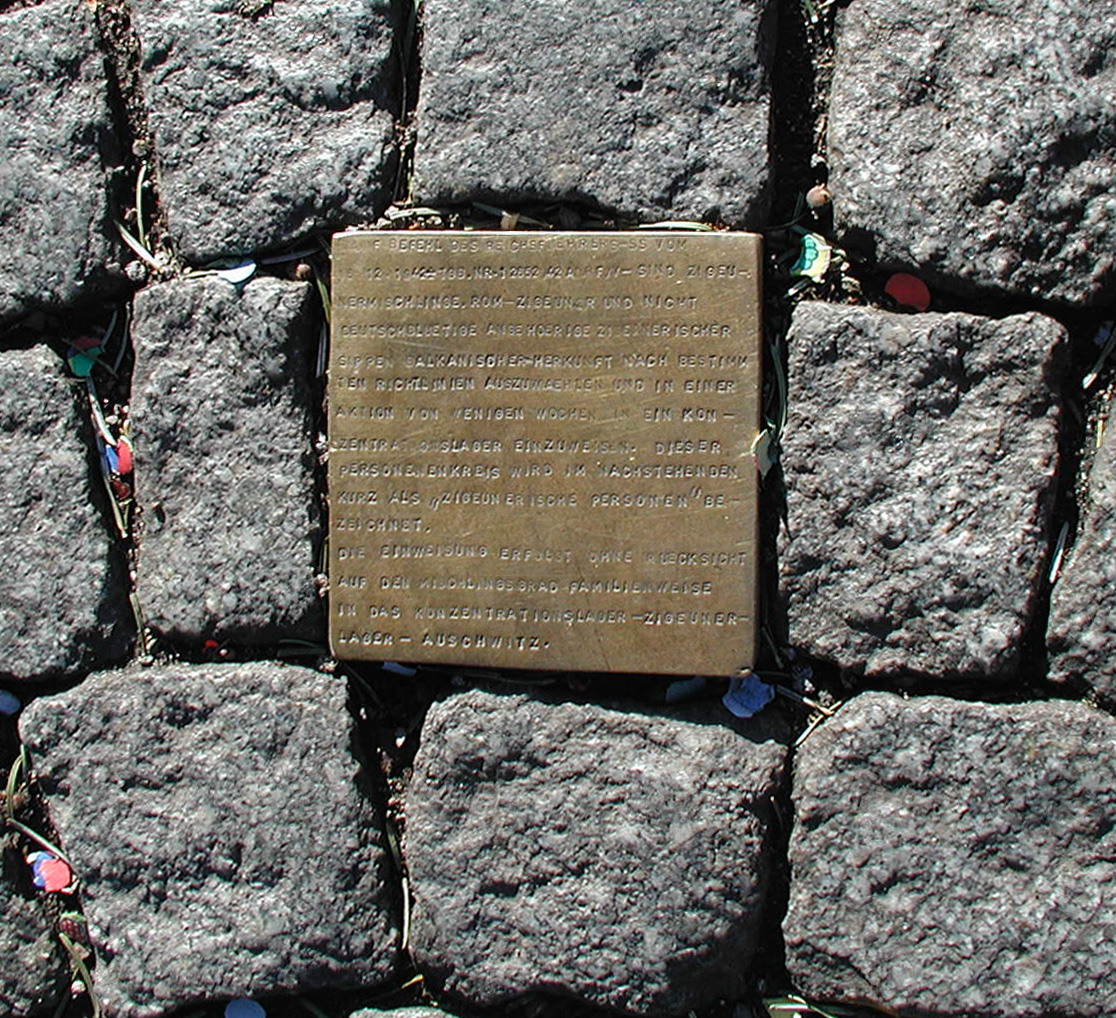
Prima „Stolperstein” montată pe 16 decembrie 1992 în fața primăriei din Köln, cu reproducerea ordinului lui Heinrich Himmler pentru începerea deportărilor

„Ultima adresă” se bazează pe ideea proiectului Stolperstein de perpetuare a memoriei victimelor Holocaustului a artistului german  Gunter Demnig. În cadrul proiectului Stolperstein au fost instalate peste 50.000 de plăcuțe memoriale în Germania și alte țări europene. Organizatorii proiectului „Ultima adresă” și-au propus să instaleze un număr cel puțin egal de plăci memoriale în localitățile Rusiei .
Inițiatorul proiectului a fost jurnalistul Serghei Parhomenko. Printre personalitățile implicate în activitatea fundației se numără criticul de artă Grigori Revzin, arhitectul Evgheni Ass, istoricii Nikita Sokolov și Irina Karatsuba, editorul Grigori Kunis și jurnalista Elena Vicens.

Avgheni Ass a atras un mare număr de artiști care să participe la concursul de proiecte, printre aceștia numărându-se și Alexadr Brodski. Echipa de creație a aprobat în unanimitate proiectul acestuia din urmă.
Activiștii civici au înființat în februarie 2014 Fundația „Ultima adresă” pentru perpetuarea memoriei victimelor represiunii politice. În aprilie același an, fundația a fost înregistrată oficial. 
Membrii fondatori ai Fundației „Ultima adresă” sunt societatea moscovită „Memorial”, Evhgeni Ass, Serghei Parhomenko și Nikita Sokolov. Printre membrii principali ai grupului de inițiativă de la Moscova s-au numărat istoricii Grigori Isaakovici Revzin, Arseni Rohginski, Irina Karatsuba, jurnalista Elena Visens, artiștii Sofia Gavrilova, Alexandra Polivanova și Dmitri Kokorin 
.
Primele plăci memoriale „Ultima adresă” au fost instalate în decembrie 2014 la Moscova. Dezvelirea lor a fost programată să coincidă cu  Ziua Internațională a Drepturilor Omului (10 decembrie). Optsprezece plăci memoriale au fost instalate la nouă adrese pentru început. Majoritatea plăcilor au fost instalate pe 7 decembrie. 
Prima adresă a fost casa de pe Horomnîi tupik, nr. 2/6, unde au fost plasate trei plăcuțe. Instalarea plăcilor rămase și ceremonia oficială de dezvelire au avut loc pe 10 decembrie la clădirea de la numărul 29/6 de pe strada 3-ya Tverskaia-Iamskaia, și la clădirea cu numărul 5 de pe strada Dolgorukovskaia. Ultima clădire a fost poreclită „Casa văduvelor”, deoarece mulți dintre bărbații care au locuit aici au căzut victime ale represiunilor staliniste, dar soțiile lor au fost lăsate să locuiască în continuare aici. 
La ceremonia de deschidere au participat reprezentanți ai societății Memorial: Arseni Rohginsky, Elena Jemkova, istoricul Boris Belenkin, jurnalistul Serhgei Parhomenko, șeful Consiliului pentru Drepturile Omului Mihail Fedotov , comisarul pentru drepturile copilului Evgheni Bunimovici și mulți alții. 
La 21 martie 2015, primele semne comemorative au fost instalate în afara Moscovei: nouă plăci au fost dezvelite în Sankt Petersburg. Grupul de inițiativă din Sankt Petersburg al proiectului „Ultima adresă” i-a inclus pe editorul Grigori Kunis, Evgenia Kulakova din partea Memorialului local și jurnalista Natalia Șkurionok.

Taganrog a devenit al treilea oraș al proiectului „Ultima adresă” la 31 mai 2015. La ceremonia de deschidere au participat, printre alții, deputatul Dumei Regionale Rostov Oleg Kobiakov, istoricul Alexander Kojin și Serghei Parhomenko .
În noiembrie - decembrie 2018, Muzeul de Stat de Arhitectură „Șciusev” a găzduit o expoziție „Последний адрес / 5 лет Arhivat în 2 octombrie 2019, la Wayback Machine.”, dedicată celei de-a cincea aniversări a proiectului.
În iulie 2019, „Ultima adresă” a devenit membru al „International Coalition of Sites of Conscience”, iar pagina proiectului a apărut pe site-ul Coaliției.
Pe 7 februarie 2020, a fost instalată placa memorială cu numărul 1.000 placă în orașul Gorohoveț, Regiunea Vladimir (strada Lenin, 21) .

## Descrierea proiectului

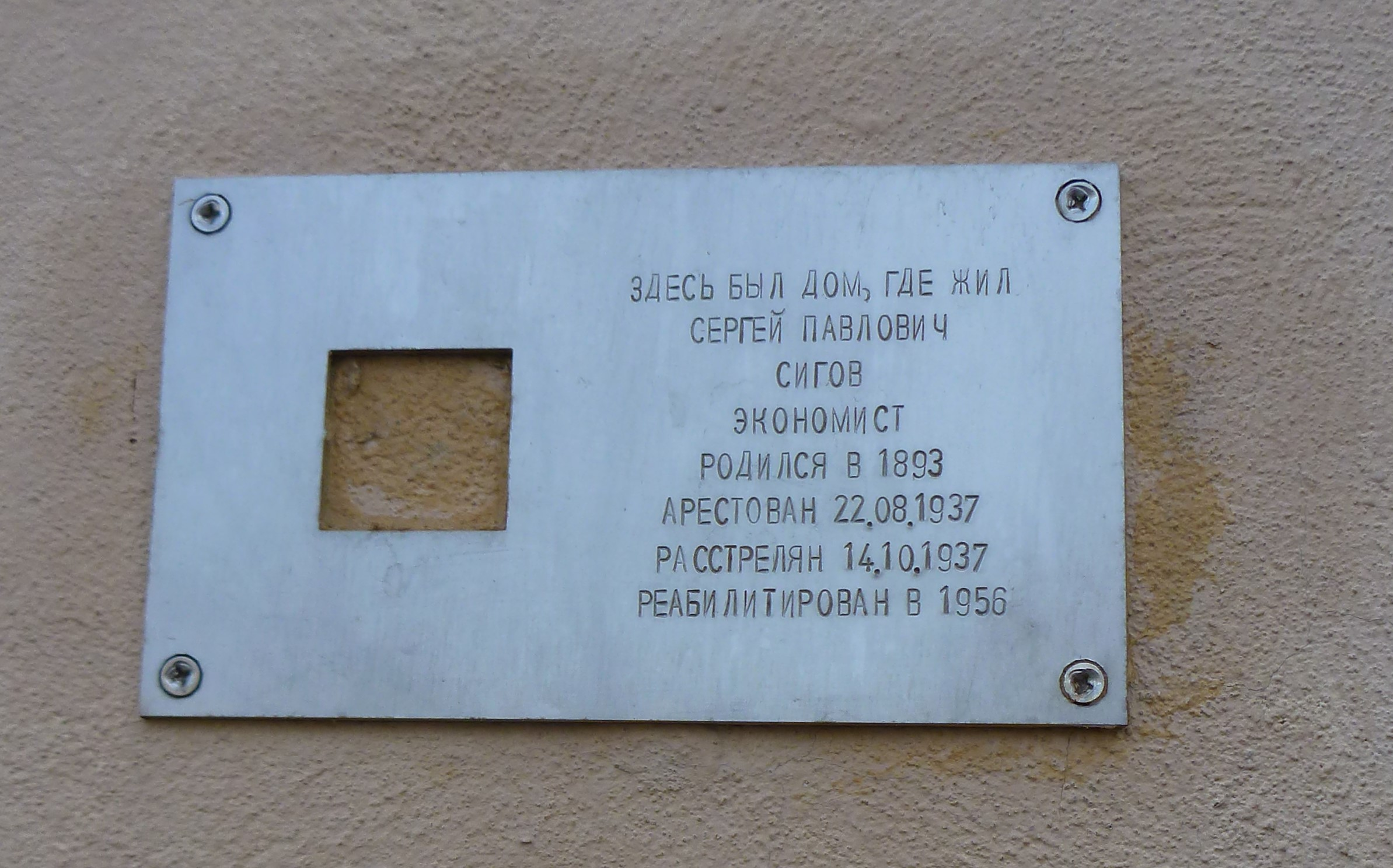
Placuță „Ultima adresă” instalată pe o clădire construită pe locul unei case demolate din Ekaterinburg, unde a locuit economistul Serghei Pavlovici Sigov, arestat pe 22.08.1937, executat pe 14.10.1937 și reabilitat în 1956

Placa memorială „Ultima adresă” este confecționată din oțel inoxidabil și are dimensiunile de 11 x 19 cm . Proiectul plăcuței memoriale aparține arhitectului Alexandr Brodski.
În cadrul proiectului, este instalat un semn comemorativ mic din metal, de mici dimensiuni, dreptunghiular, pe casă despre care se știe că este ultima adresă cunoscută a victimei acțiunii arbitrare a statului stalinist. Pe placă sunt indicate numele persoanei, anul nașterii, profesia, datele arestării, execuția și anul  reabilitării. În partea stângă a plăcii există o gaură pătrată care semnifică o fotografia lipsă. Totalitatea acestor astfel de plăci personale formează un memorial „de rețea”, împrăștiat în diferite orașe ale lumii. În cazul în care casa în care locuiau cei supuși represiunii a fost demolată, placa poate fi instalată pe clădirea construită în locul ei.
Proiectul plăcii a fost dezvoltat de arhitectul Alexandr Brodski. În partea dreaptă a plăcii, au fost ștanțate manual, folosindu-se litere majuscule, informații pe mai multe mai multe rânduri: „AICI A LOCUIT (prenumele, patronimicul, numele de familie), PROFESIA, NĂSCUT ÎN (anul), ARESTAT(Ă) LA (data), EXECUTAT(Ă) LA (data), REABILITAT(Ă) ÎN (anul)”. Datele exacte ale arestării și împușcării, precum și ultima adresă, sunt preluate din dosarul de anchetă al persoanei supuse represiunii. În cazul în care casa a fost demolată, atunci semnul este plasat lângă acest loc și pe primul rând de pe acesta se poate citi „ÎN ACEST LOC A FOST CASA ÎN CARE A LOCUIT ...”, „LÂNGĂ ACEASTĂ CASĂ A FOST CASA ÎN CARE A LOCUIT ...” sau „VIS-A-VIS ERA CASA ÎN CARE A LOCUIT ...”. În cazul în care profesia unei persoane este necunoscută, aceste informații nu sunt plasate pe semn. Ocazional, într-o astfel de situație, poate fi indicat tipul de activitate, poziția sau afilierea la organizație. Dacă o persoană nu a murit ca urmare a împușcării, atunci linia despre moarte este modificată în funcție de circumstanțele acesteia. În partea stângă a plăcii este o mică gaură pătrată, prin care puteți vedea peretele gol al casei pe care este atașat semnul. Acest spațiu gol evocă o asociere cu o fotografie care a dispărut de pe placă și simbolizează pierderea generată de moartea unei persoane.
Potrivit site-ului proiectului, producția de plăci comemorative „este organizată într-o companie mică cu experiență serioasă în fabricarea produselor metalice pentru proiecte arhitecturale și artistice”. Numele acestei companii nu este divulgat de fundație..
Conform paginii oficiale a proiectului, adresa acestuia este: Moscova, st. Karetnîi Riad, 5/10. Aceasta este de asemenea adresa biroului centrului pentru drepturile omului „Memorial” din Moscova. 

Proiectul „Ultima adresă” cooperează activ cu societatea  Memorial: se bazează pe o bază de date a victimelor represiunii politice întocmită de personalități publice din anii 1990. Societatea Memorial participă de asemenea la inițiativele „Ultima adresă”. Datorită acestor fapte, celulele „Ultima adresă” apar adesea în regiunile Rusiei în care activează și Memorial.

### Cadrul legislativ
Proiectul se bazează pe următoarele prevederi ale legii „Cu privire la reabilitarea victimelor represiunii politice”, adoptată în 1991: cu privire la interpretarea perioadei cuprinse în lege, care ar trebui considerată o perioadă de represiuni politice în Rusia și URSS (conform legii, acestea au început direct la 25 octombrie (7 noiembrie) 1917) și la determinarea a ceea ce ar trebui să fie considerate represiuni politice.
Aceste plăcuțe nu sunt considerate, în conformitate cu legile Rusiei, ca fiind „plăci memoriale” iar, în particular, nu cad sub incidența legii „Cu privire la plăcile meoriale din Sankt Petersburg”. Acest lucru se datorează, printre altele, faptului că o placă memorială este instalată pentru cinstirea unei persoane remarcabile, iar placa „Ultima adresă” poate fi dedicată unei persoane necunoscute (de exemplu, un cizmar). Prin urmare, organizatorii proiectului au decis să interpreteze statutul indicatoarelor drept indicatoare de informații (ca indicatoare de genul „Nu parcați mașinile – platforma pentru remorcare este în funcțiune”).

### Aprobarea instalării plăcilor
Procedura de aprobare a instalării plăcilor este diferită pentru proiectele rus „Ultima adresă” și german „Stolperstein”. Proiectul german „Stolperstein” recomandă doar (dar nu obligă) să informeze locuitorii despre instalarea plăcilor.. Conform regulilor interne ale inițiativei „Ultima adresă”, începând cu 2020, voluntarii trebuie să discute cu locuitorii casei.
Organizatorii i-au explicat cercetătorului F. D. Veselov că instalarea semnelor „Ultima adresă” trebuie coordonată numai cu proprietarii fațadelor clădirilor (rezidenți, oameni de afaceri sau șefi de structuri de stat situate în clădiri) pe care vor fi instalate. În același timp, în legislația rusă (începând cu 2020) nu existau instrucțiuni clare cu privire la modul de interpretare a semnului „Ultima adresă” și câți locuitori ai casei trebuie să fie de acord cu instalarea acestuia .
Coordonatorul din Petersburg a spus că este ușor să conveniți asupra unei instalări pe o clădire publică nerezidențială legată de tema memoriei (muzeu, bibliotecă) . Cu toate acestea, marile afaceri și afacerile legate de stat se tem începând cu 2020 să ia contact public cu „Ultima adresă”.

### Finanțare
Proiectul este finanțat prin  organizația non-profit Fundația pentru comemorarea victimelor represiunii politice „Ultima adresă”. Costurile de funcționare „Ultima adresă” au fost acoperite de donații private, precum și de subvenții de la organizații precum „Centrul prezidențial Boris Elțîn”, „Fundația „Perpetuarea memoriei victimelor represiunii politice”, „Fundația Mihail Prohorov sau distribuitorul de mărfuri de lux „Bosco di Ciliegi”
.
Solicitantul, care a solicitat fundației să plaseze o placă, transferă 4.000 de ruble pentru fabricarea și instalarea acesteia și, de asemenea, aduce o contribuție voluntară la întreținerea fundației. În opinia fundației, acest lucru face solicitantul răspunzător financiar pentru inițiativă. Costurile asociate cu sprijinul organizațional și legal al proiectului, desfășurarea lucrărilor de arhivare, crearea și întreținerea site-ului sunt plătite prin donații voluntare ale cetățenilor și organizațiilor ruse. În 2014-2016, una dintre principalele surse de finanțare a fondului a fost „Fondul primului președinte al Rusiei B. N. Elțin”, dar mai mult de jumătate din fonduri provin din transferuri de bani prin diferite sisteme de plăți bancare.

### Inițiativa de instalare a plăcilor
Cercetătorul F.D. Veselov a menționat în 2020 că 500 de cereri pentru instalarea „Ultimei adrese” la Sankt Petersburg au fost distribuite după cum urmează. Au fost primite
- 242 de cereri de la rudele persoanelor supuse represiunii;
- 99 de cereri de la persoane care locuiau în casă în momentul instalării plăcii;
- 37 de cereri de la colegii celor supuși reprimării.
- 122 de cereri de la alte persoane[57].

### Proiectul „Ultima adresă” în mass-mediaâ
Principala publicație care scrie despre proiect este „Ecoul Moscovei (Eho Maskvi)”. Pe site-ul web Echo Maskvi, „Ultima adresă” a fost menționată de mai mult de 295 de ori în perioada 2013-2019 . Știrile despre activitatea „Ultima adresă” (începând cu 2020) apar adesea pe canalul TV „Dojd” și foarte rar pe canalele TV federale.
De asemenea, „Ultima adresă” are propriul său site web, care, începând cu 2020, a postat peste 800 de mesaje de știri. Cercetătorul F.D. Veselov a citat în 2020 următoarele date despre traficul mediu către site-ul „Ultima adresă”:
- 123 de vizitatori pe zi;
- 44.424 de vizitatori pe an;
- 494 vizualizări pe zi;
- 177.840 vizualizări pe an.

De asemenea, pe rețele de socializare se discută des despre noutățile care privesc proiectul „Ultima adresă” Веселов, Федор Вадимович. (2020). «Последний адрес»: негосударственный мемориальный проект и политика памяти в России [„Ultima adresă”: Proiectul memorial nestatal și politica amintirii în Rusia] (în rusă). Санкт-Петербург: Издательство Европейского университета в Санкт-Петербурге. p. 218.</ref>.

### Ceremonia de instalare
Începând cu anul 2020, la ceremonia de instalare a plăcii participă solicitanții, coordonatorii de proiect și voluntarii, cercetătorii și fotografii și, în calitate de cei mai importanți invitați, rudele persoanelor reprimate. Adesea, observatorii din afară, sau locatari ai casei vin să ia parte la ceremonie, iar trecătorii prin zonă opresc să asculte. În timpul ceremoniei este montată placa, iar cei prezenți își amintesc de cei reprimați, arată fotografii, își amintesc de epoca în care au trăit .
Începând cu 2020, autoritățile locale au participat la ceremonia de instalare numai dacă este o placă în memoria unei persoane celebre sau dacă este prima instalare a „Ultimei adrese” în localitatea respectivă.. Poliția se este prezentă numai atunci când este vorba de prima placă din oraș, forțele de ordine fiind prezente rar la ceremoniile de instalare ulterioare.

### Anunțul public pentru data și ora instalării
De obicei, voluntarii nu notifică (prin anunțuri) locuitorii caselor despre data și ora instalării semnului „Ultima adresă” și nu îi invită în mod specific la inaugurare. Potrivit cercetătorului Veselov, voluntarii se tem că o persoană care se opune acțiunii va veni la ceremonie și o va întrerupe. În plus, nu este întotdeauna posibil să se obțină aprobarea tuturor chiriașilor și cei care nu sunt întrebați se pot opune. În același timp, pe site-ul web al proiectului, în secțiunea „Știri” , sunt întotdeauna postate în avans informații detaliate despre viitoarea ceremonie de instalare a unei plăci. De asemenea, evenimentul este anunțat pe site-ul Memorial și în rețelele de socializare.

## Instalarea de semne comemorative în Rusia

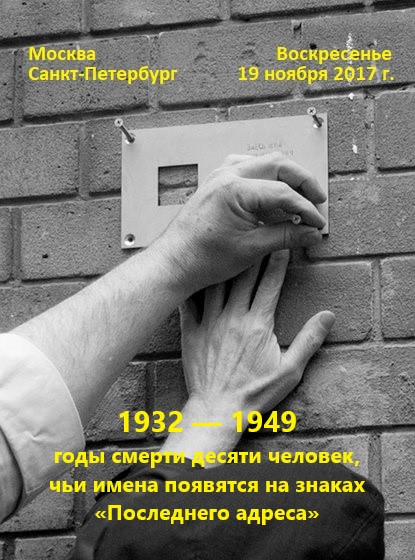
Anunțarea următoarei instalări de semne comemorative

Proiectul, care a luat naștere la Moscova, se dezvoltă în acele orașe din Rusia în care a fost format un grup de inițiativă corespunzător. Începând din 2019, peste 870 de semne au fost instalate în 48 de așezări din Rusia. Mai mult de două treimi din acest număr au fost instalate în Moscova și Sankt Petersburg. În continuare este o listă a orașelor în care au fost instalate plăci „Ultima adresă”.

### Barnaul
Primele plăci comemorative din Barnaul au fost instalate pe 14 februarie 2016 pe case de-a lungul străzilor Țiolkovski și Koliosnaia. La acțiune a participat Serghei Parhomenko și Ian Racinski, membru al consiliului de administrație al societății  Memorial. Pe 15 februarie, o placă comemorativă a fost instalată pe o casă de pe strada Sizov. La câteva ore după instalare, după cum a raportat Serghei Parhomenko pe pagina sa de Facebook, această placă a fost demontată de persoane necunoscute. Semnul memorial a fost montat din nou în același loc.

### Ekaterinburg
Pe 10 august 2016, primele șase plăci au fost instalate pe fațadele a trei case din Ekaterinburg. Încă 3 plăci au fost instalate un an mai târziu, în iulie 2017. Începând cu 2020, au fost instalate 15 plăci în Ekaterinburg. Dintre acestea, 8 au fost demontate la un moment dat, dar au fost repuse la locul lor .

### Krasnoiarsk
Krasnoyarsk s-a alăturat inițiativei civice „Ultima adresă” în noiembrie 2017, devenind a 38-a localitate rusă cu semne comemorative. 

### Moscova

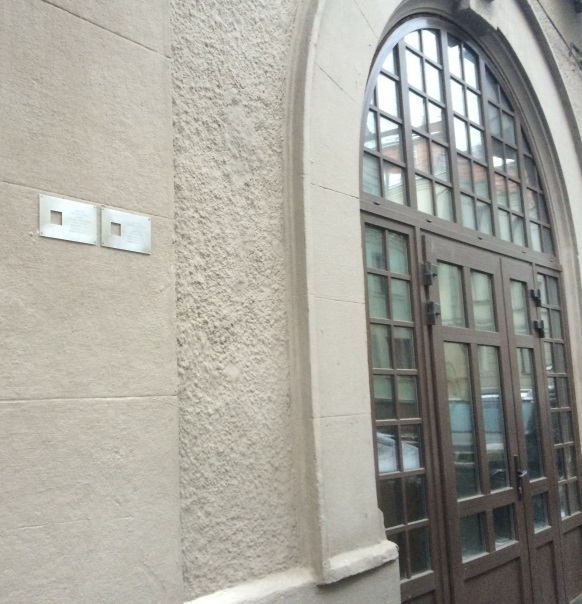
Semne comemorative instalate în Moscova pe 10 decembrie 2014 pe strada Mașkova, nr. 16.

Primele semne memoriale au fost instalate la Moscova pe 9 decembrie 2014, în ajunul Zilei Drepturilor Omului, care este sărbătorită pe 10 decembrie.
La ceremonie au participat președintele societății „Memorial” Arsenii Roghinski, rude ale celor supuși represiunii, locuitorii caselor vecine, numeroși jurnaliști, precum și fondatorul proiectului „Ultima adresă”, Serghei Parhomenko. Unele dintre indicatoarele instalate au fost executate la cererea locuitorilor casei în care au locuit victimele represiunilor.
„Când am aflat despre acțiune, ne-am uitat la lista tuturor persoanelor din casa noastră care au fost arestate. Printre ei se aflau mai mulți oameni despre care există articole în „Wikipedia”, mulți au fost oameni foarte importanți la vremea lor ... Și pe această listă era un singur măturător. Și m-am gândit că urmașii săi vor fi cei mai greu de găsit, așa că am decis că placa ar trebui să fie făcută pentru el. ”— Кonstantin Gudkov 
Potrivit șefului fondului S. Parhomenko, la Moscova au fost instalate peste 400 de plăcuțe până în toamna anului 2018„Пост С. Пархоменко в ФБ”. 25 octombrie 2018.</ref>. 

### Regiunea Moscova
Primele semne în  Regiunea Moscova au fost montate pe 13 decembrie 2015 în Pușkino pe case de-a lungul bulevardului Moskovski și străzilor Sovetskaya și Dombrovskaia. Biblioteca Centrală a găzduit o prezentare a proiectului, la care a vorbit Serghei Parhomenko .

### Oriol
Primele cinci plăci ale inițiativei civice „Ultima adresă” au fost instalate în Oriol pe 20 noiembrie 2016 .

### Perm și Ținutul Perm
Începând cu 1 iulie 2019, 40 de plăci comemorative au fost instalate în Perm și Ținutul Perm. opt dintre acestea au fost instalate în okrugul autonom Komi-Permiak.
Inițiativa civică „Ultima adresă” a fost lansată în Perm în februarie 2015 Пермское краевое отделение Международного общества «Мемориал» (11 august 2015). „В Перми появятся первые таблички проекта «Последний адрес»” [Primele plăci ale proiectului „Ultima adresă” vor apărea în Perm] (în rusă). pmem.ru.</ref>. 
Primele patru plăci au fost instalate pe 10 august 2015. La ceremonia de instalare a primului semn memorial în Perm a participat inițiatorul proiectului Serghei Parhomenko. 
Primul președinte al filialei din Perm al Societății Memorial, Alexander Kalih, de cele mai multe ori, adresele de la care au fost ridicate victimele represiunii sunt necunoscute și, prin urmare, sarcina principală este de a găsi ultima adresă cunoscută.
Primul sat în care a apărut semnul „Ultima adresă” a fost satul Kupros, raionul Iusvinski, okrugul Komi-Permiak. O placă comemorativă a fost instalată pe 11 august 2015 pe fațada casei în care a locuit țăranul Valentin Starțev.

### Rostov-pe-Don

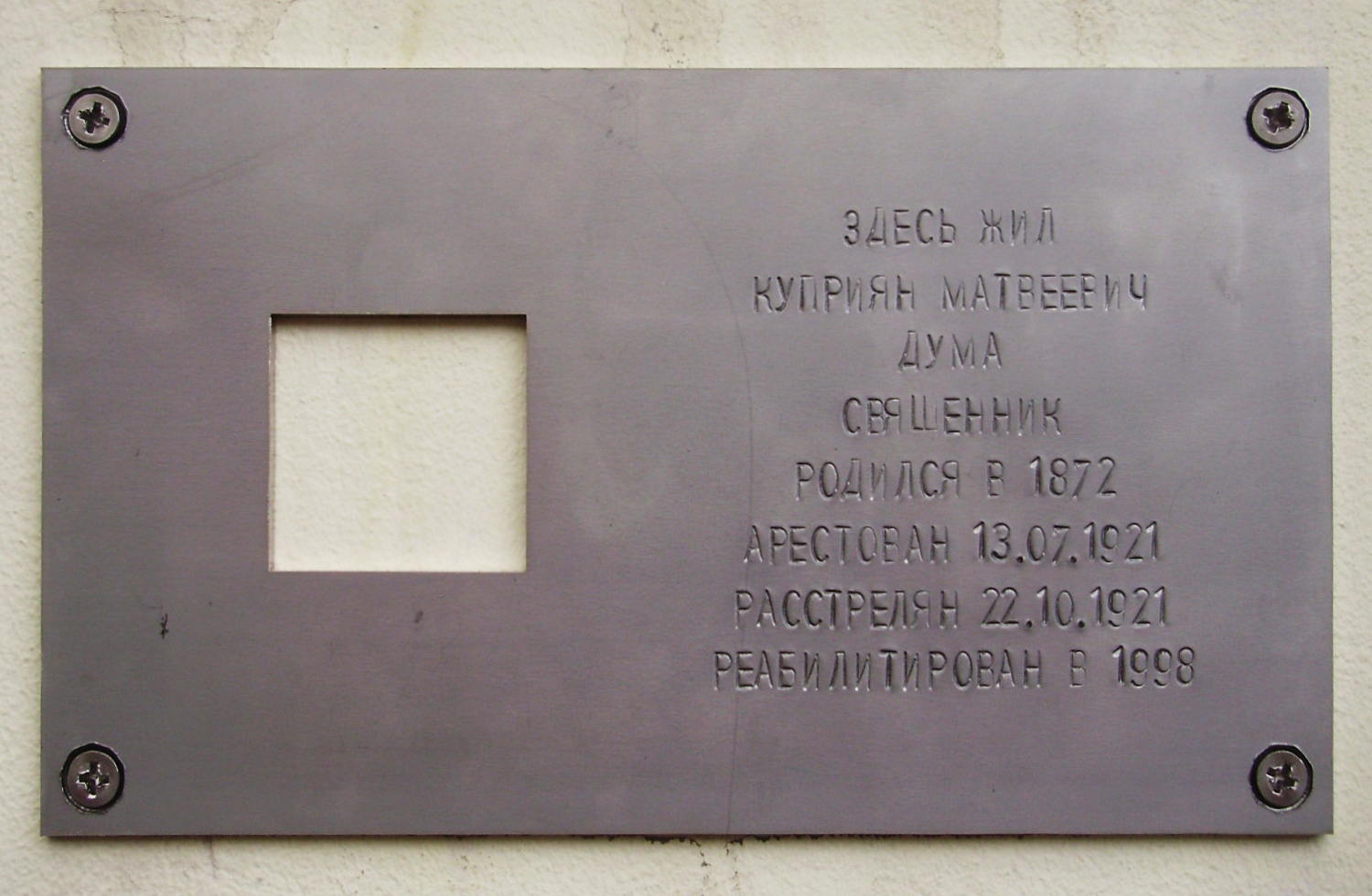
Placa comemorativă pentru preotul Kuprin din Rostov-pe-Don

Prima placă din Rostov-pe-Don a apărut pe 30 martie 2017 pe strada Turghenevskaia, nr. 76 și este dedicată preotului Kuprian. Astfel, Rostov-pe-Don a devenit cel de-al 30-lea oraș din Rusia unde funcționează proiectul „Ultima adresă”.

### Sankt Petersburg

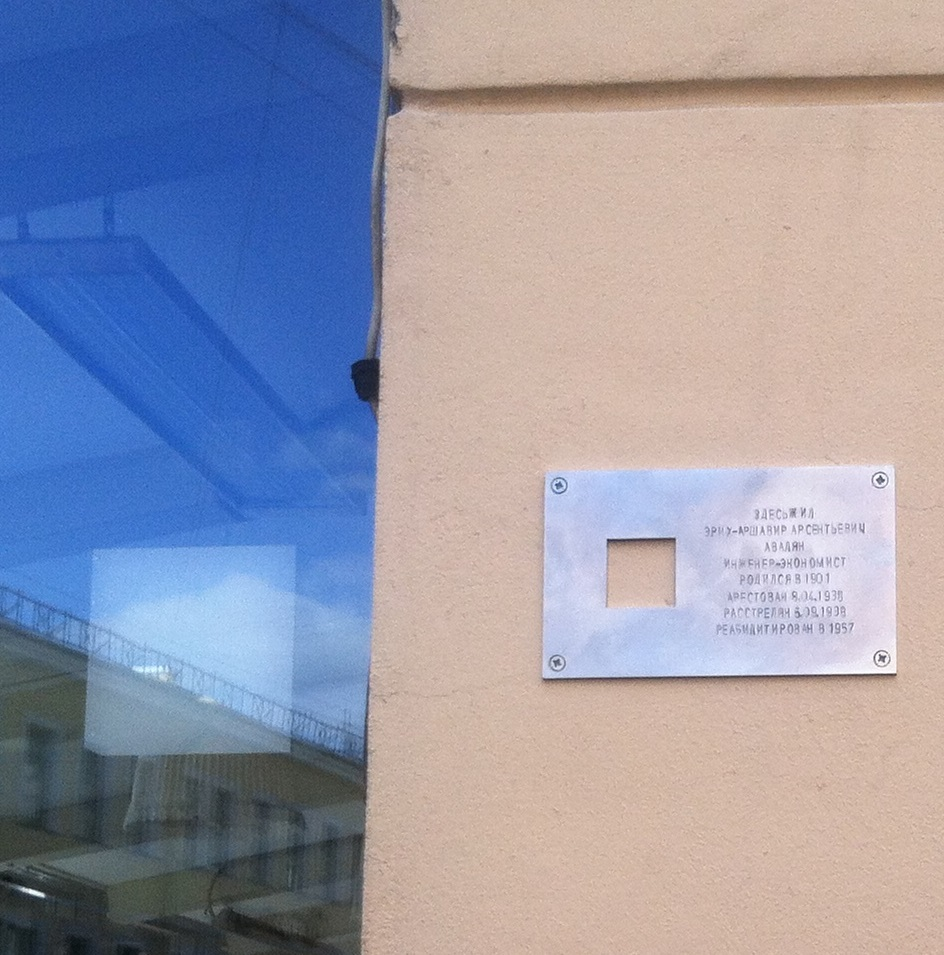
Indicatorul instalat în Sankt Petersburg pe strada Rubinșteina, 23

Proiectul a venit la Sankt Petersburg pe 21 martie 2015, când primele 9 indicatoare au fost instalate pe străzile Pușkinskaia, Dekabristov și pe Cheul Fontanka. La inițiativa Muzeului  Anna Ahmatova, au fost montate două plăci pe peretele casei două plăci au apărut pe peretele Casei Fântânii: memoria soțului poetei, criticul de artă Nikolai Punin, și ginerele ei, muncitorul Henrik Kaminski . După acest eveniment, inițiativa „Ultima adresă” a încetat să mai fie doar a moscoiviților, ci a cuprins întreaga Rusie .
„ Grupul de inițiativă care lucrează la Sankt Petersburg este foarte energic, foarte eficient, foarte stăruitor. Și am impresia că în curând va depăși pur și simplu Moscova și orice alte orașe, iar la Sankt Petersburg vor fi instalate mai multe dintre aceste plăci decât oriunde altundeva. ”— Serghei Borisovici Parhomenko, inițiatorul proiectului,  «Радио Балтика», 22 martie 2015
Potrivit lui Parhomenko, plăcuța „Ultima adresă” este adesea singurul loc în care este menționat numele persoanei decedate, deoarece majoritatea celor supuși represiunii au fost îngropați în gropi comune.
Pe 11 septembrie 2016, la așa-numita „Casă Dovlatov” de pe strada Rubinshteina, nr. 23, au fost instalate simultan 15 plăci „Ultima adresă”. Astfel, a post păstrată memoria tuturor celor care au locuit în această casă și au fost împușcați în mai puțin de doi ani, în 1937-1938. În octombrie 2020, 16 plăci ale proiectului „Ultima adresă” au fost demontate de pe peretele acestei case.
La 19 martie 2017, a fost montat un semn „Ultima adresă” pentru academician Nikolai Vavilov. La aniversarea de doi ani a proiectului (22 martie 2017), au fost instalate în total 188 de plăci comemorative în Sankt Petersburg.

### Taganrog
Primul semn de informare a fost instalat în Taganrog pe 31 mai 2015. Taganrog a devenit al treilea oraș din istoria „Ultimei adrese” după Moscova și Sankt Petersburg. La deschidere a participat un deputat al Dumei regionale Oleg Kobiakov, președintele Consiliului filialei regionale a Societății Panruse pentru Protecția Monumentelor Istorice și Culturale , Alexandr Kojin, locuitori ai caselor din vecinătate, numeroși jurnaliști, precum și fondatorul proiectului „Ultima adresă”, Serghei Parhomenko . În noaptea de 3 iunie 2015, semnul memorial a fost demontat de persoane necunoscute.

### Tomsk
Orașul Tomsk s-a alăturat proiectului în februarie 2016 . Primele cinci plăci comemorative de pe casele victimelor represiunii politice din anii 1930 au fost instalate la Tomsk pe 16 octombrie 2016 pe străzile Zagornaia, Oktyabrskaia și Lermontov .

### Tula
Tula a devenit cel de-al 37-lea oraș al țării, unde a început să fie implementat proiectul public „Ultima adresă”. O placă comemorativă a fost montată pe 1 octombrie 2017 pe peretele casei cu numărul 12 de pe strada Pușkinskaia, unde a trăit un preot care a fost arestat și împușcat. 

## Instalarea de semne comemorative în alte țări
Acțiunea a fost preluată de activiști civici din afara Rusiei. Primii au fost cei din Ucraina, unde, pe 5 mai 2017, a fost lansat proiectul independent „Ultima adresă - Ucraina”. Unul dintre inițiatorii acestuia a fost Grupul pentru Drepturile Omului din Harkov. Primele trei plăci au fost instalate pe câte o casă din Kiev.
Pe 27 iunie 2017, Ziua comemorării victimelor regimului comunist din Republica Cehă, au fost montate plăci ale proiectului „Poslední adresa” pe fațadele a patru case din Praga Proiectul ceh a fost coordonat de organizația „Poslední adresa”.
Pe 2 august 2018, proiectul „Ultima adresă” a fost lansat în Republica Moldova. În Chișinău, au fost montate primele două plăci din „Ultima adresă” pentru Maria Serbov-Sârb și Pantelimon Sinadino Primăria orașului Chișinău a aprobat de fiecare dată cererile pentru instalarea „plăcilor informative Ultima adresă”.
Pe 5 octombrie 2018, a fost lansat proiectul georgian „Ultima adresă. Georgia”( უკანასკნელი მისამართი. საქართველო (Uk’anask’neli misamarti. Sakartvelo).
Pe 30 august 2019, a fost montată prima placă memorială în Germania, în orașul Treffurt din Turingia..

## Evaluări ale proiectului
Proiectul a primit o evaluare mixtă din partea societății ruse. La Moscova, proiectul este în general susținut de locuitorii orașului. Potrivit unui sondaj realizat în 2021, 70% dintre moscoviți au o atitudine pozitivă față de proiectul „Ultima adresă”, în timp ce doar 16% sunt împotriva lui..
Printre cei ale căror familii au fost afectate direct de represiunile staliniste, există sprijin pentru proiect. Unii o văd ca pe o modalitate de a aduce un omagiu rudelor lor, care au murit în această perioadă. Cu toate acestea, organizatorii acțiunii nu găsesc întotdeauna înțelegere în rândul locuitorilor caselor pe care urmează să fie instalată plăcile comemorativă. Argumentele împotriva instalării sunt diverse: de la aspectul prea mohorât al semnelor până la reticența față de transformarea casa într-un monument funerar.
În plus, a fost criticată separat practica comemorării persoanelor care nu au fost doar victime, dar și participanți direcți la teroarea împotriva celor nevinovați mai înainte de a fi arestați la rândul lor. 
În acest sens, în primul rând, numele se numește Ieronim Uborevici, despre care se spune că ar fi vinovat de pentru utilizarea gazelor otrăvitoare și suprimarea sângeroasă a revoltelor țărănești din timpul  Războiului civil. A mai fost criticată dezvelirea de plăci în amintirea șefului departamentului penitenciar al NKVD-ului, Nikolai Antonov-Grițiuk sau pentru garda personală a lui Lenin și mai apoi șef al securității lui Stalin, Piotr Pakaln.
Răspunzând la critici, Serghei Parhomenko a spus că proiectul se bazează pe un „reamintirea fără judecată” al destinului personajelor istorice.
De asemenea, a apărut o controversă cu privire la posibilitatea includerii în proiect a lui Fania Kaplan, cea care a atentat la viața lui Lenin și care nu a fost niciodată reabilitată .
În 2018, naționalistul Alexandr Mohnatkin a lansat o campanie împotriva plăcilor „Ultima adresă” și a monumentului în amintirea victimelor represiunii politice  Piatra Solovețki din Piața Troițkaia din Sankt Petersburg.
În 2018, liderii Uniunii Ruse a Industriașilor și Antreprenorilor, Alexandr Șohin și Dmitri Kuzmin s-au pronunțat împotriva proiectului. 
În 2020, nepotul unui ofițer al Armatei Roșii care a fost supus represiunii, vicepreședintele Uniunii Ruse a Industriașilor și Antreprenorilor, Dmitri Kuzmin, a publicat un articol în ziarul „Moskovski Komsomoleț” în care a cerut să fie oprit să oprească „banda transportoare Ultima adresă”. . Acest articol din „Moskovski Komsomoleț”a primit mai multe răspunsuri, cel al proiectului „Ultima adresă”, dar și postări pe rețelele sociale și articole în mass-media. Unii autori și-au exprimat sprijinul pentru D. Kuzmin, dar cei mai mulți au polemizat cu poziția vicepreședintelui Uniunii Ruse a Industriașilor și Antreprenorilor. В итоге Александр Шохин выпустил видео с примирительным заявлением.

## Atitudinea autorităților ruse față de proiect
La 27 aprilie 2016, grupul de lucru interdepartamental creat de  președintele Rusieiși condus de Mihail Fedotov a recunoscut proiectul „Ultima adresă” ca fiind în conformitate cu „Conceptului de politică de stat privind perpetuarea memoriei victimelor represiunii politice” și l-a susținut .
Printre politicienii care au susținut „Ultima adresă” s-au numărat Vladimir Pozner și Vitali Milonov.
Autoritățile de la Moscova (reprezentate de viceprimarul Leonid Peciatnikov și șeful Departamentului de Cultură Serghei Kapkov) au susținut inițial proiectul, dar apoi s-au distanțat de el, concentrându-se pe crearea „Muzeului de Istorie al Gulagului” și memorialul „Zidul durerii” . Oficialii Comitetului pentru Planificare Urbană din Sankt Petersburg în 2018 au catalogat proiectul ca fiind „nepractic”. Ulterior, a avut loc o întâlnire condusă de viceguvernatorul Igor Albin. La sfârșitul întâlnirii nu a fost luată nicio decizie, iar autoritățile au luat o poziție de „neutralitate tacită” și proiectul „Ultima adresă” a continuat să instaleze plăcuțe în oraș. .
În mai multe cazuri au apărut situații de conflict cu oficiali din Taganrog, Barnaul și Arhanghelsk. La Ekaterinburg, prima tabletă a fost dezvelită în prezența primarului Evgheni Roizman]], dar mai târziu administrația orașului a refuzat să mai sprijine proiectul. Administrația din Ekaterinburg a atras atenția în 2020 asupra faptului că semnele „Ultima adresă” din Ekaterinburg sunt instalate în mod arbitrar și împotriva dorințelor oficialităților. Departamentul de Arhitectură al orașului Ekaterinburg a raportat următoarele:
„… departamentul nu salută amplasarea unor semne comemorative, care conțin informații despre victimele represiunii politice, pe fațadele clădirilor și structurilor formațiunii municipale „orașul Ekaterinburg” ... Semnele „Ultima adresă” instalate pe fațadele clădirilor din Ekaterinburg sunt obiecte neautorizate, a căror montare nu a fost agreată cu departamentul în conformitate cu regulamentele în vigoare.”

## Demontarea, remontarea și securizarea plăcilor

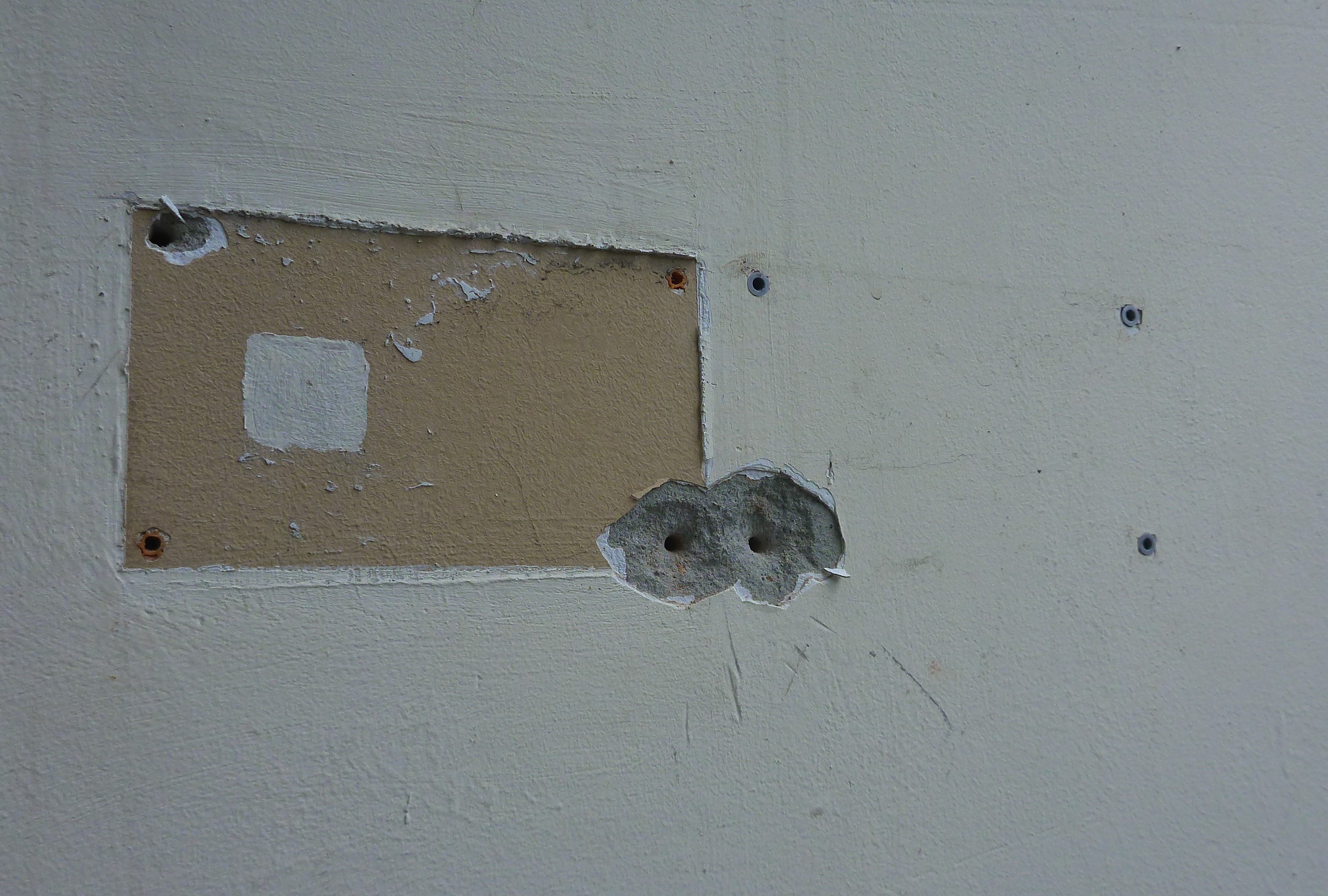
Urme plăcilor îndepărtate de pe peretele unei case de pe strada 8 martie din Ekaterinburg. Fotografie făcută pe 11 iunie 2020

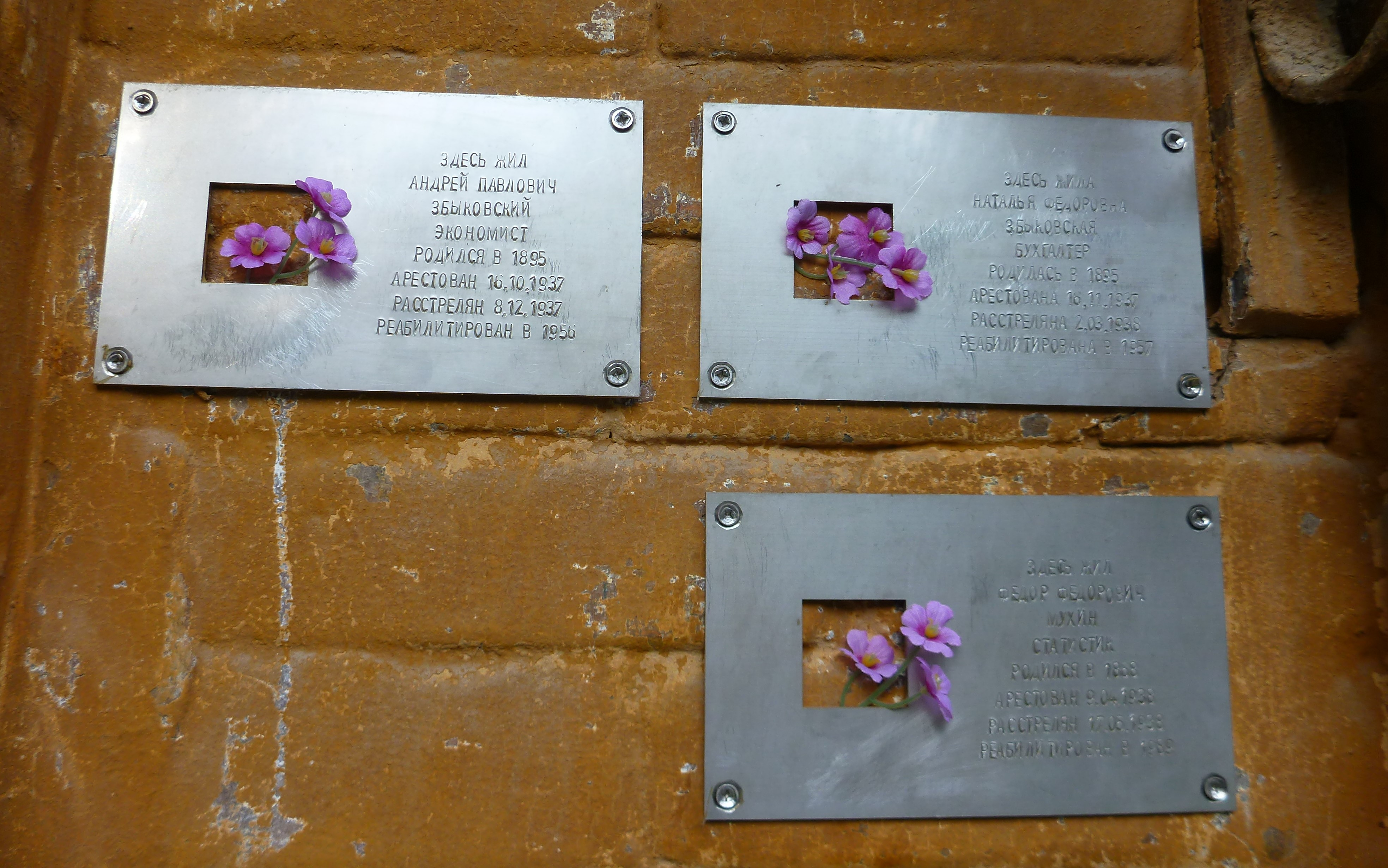
Semne „Ultima adresă” în Ekaterinburg cu capete de șurub uzate pentru prevenirea demontării, 6 iulie 2020

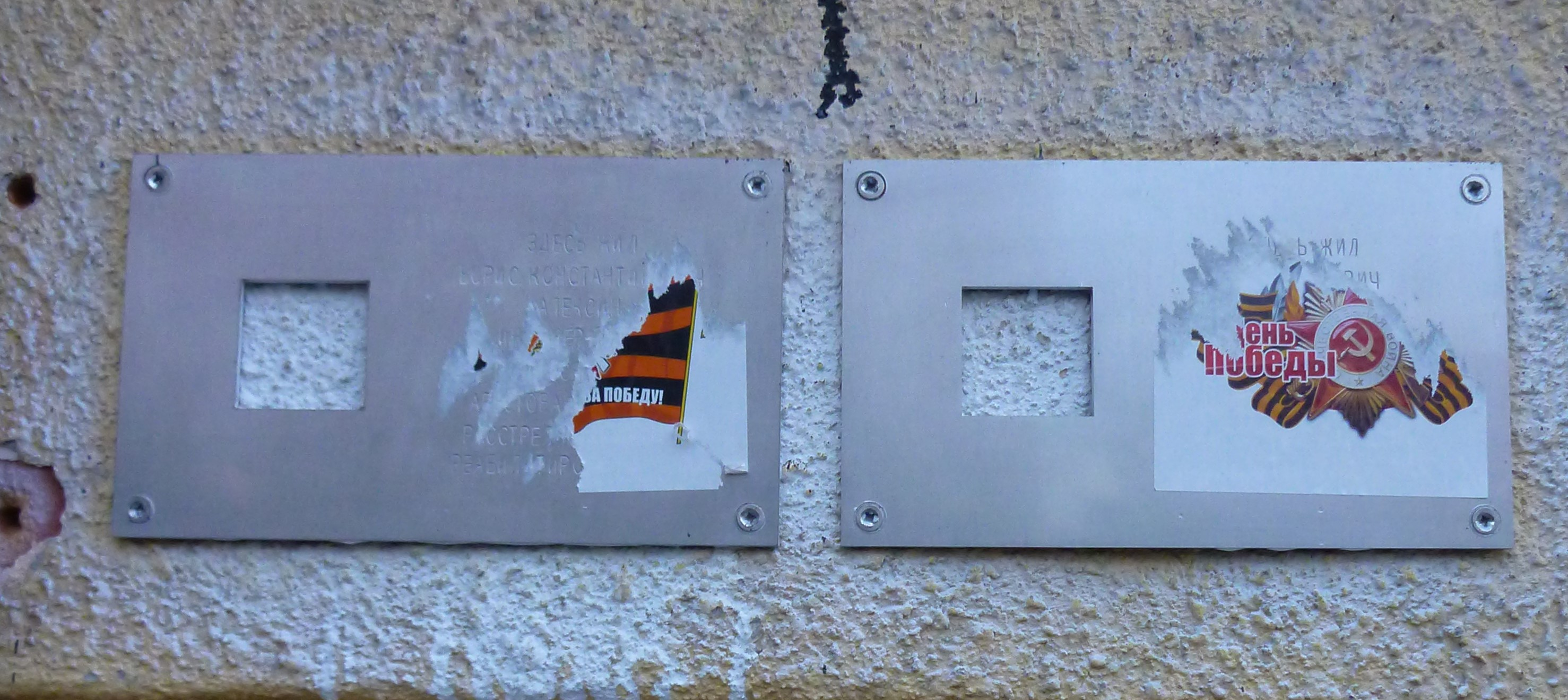
Plăci „Ultima adresă” securizate la Ekaterinburg, 16 iunie 2021. Aceste plăci au fost îndepărtate anterior (marcajele șuruburilor vechi sunt vizibile) și ulterior remontate. În aceeași lună, plăcile au fost acoperite cu autocolante „С Днем Победы”.

În unele orașe din Rusia, plăcile „Ultima adresă” au fost furate de persoane necunoscute, care le-au îndepărtat după instalare. Așa a fost în Taganrog în 2015, în Tver în 2016 ), în sat Srostki (Ținutul Altai) în 2016) și în Barnaul, unde a fost demontată în 2016, dar a fost remontată în scurt timp. La 1 martie 2020, plăcuțele au dispărut de pe zidul unei case de pe șoseaua Dmitrovskoie din Sankt Petersburg, dar ele au fost returnate în cele din urmă. În Perm, primul semn „Ultima adresă” a fost demontat de două ori: în 2017 și în 2020.
La 31 mai 2020, la Ekaterinburg s-a descoperit că 8 indicatoare „Ultima adresă” din cele 15 instalate anterior în oraș dispăruseră. Poliția a refuzat să deschidă un dosar penal. Activiștii „Ultima adresă” din Ekaterinburg au deformat capetele șuruburilor de pe tabletele care nu fuseseră furate pentru ca să prevină îndepărtarea lor. După aceea, plăcile din Ekaterinburg au fost acoperite cu anunțuri, dintre care unul a solicitat societății Memorial să ofere „tot ajutorul posibil” în sprijinul acțiunii de apărare a „pedofililor”. Printre plăcile dispărute din Ekaterinburg a fost o cea în memoria fizicianului Semion Șubin. În 2020, mai mulți de angajați ai Academiei Ruse de Științe au publicat o scrisoare deschisă prin care au cerut găsirea și pedepsirea celor responsabili pentru furt. Plăcile scoase în Ekaterinburg începând din octombrie 2020 și persoana care le-a demontat, care a fost înregistrată de o cameră de supraveghere video, nu au fost găsite. Poliția a declarat că acest act este mai degrabă o contravenție administrativă, nu o infracțiune . Pe 28 octombrie 2020, în locul celor opt plăci îndepărtate din Ekaterinburg, au fost instalate plăci noi, iar capetele șuruburilor au fost deformate pentru a preveni îndepărtarea lor. Pe 7 aprilie 2021 au fost montate noi semne „Ultima adresă” în Ekaterinburg. A doua zi, la ora 6 dimineața, ele au fost îndepărtate de trei persoane necunoscute. Alte trei semne, care fuseseră instalate în locul unora demontate în luna mai, au fost furate din nou de pe zidul unei case din apropiere. În iunie 2021, activiștii au descoperit că în Ekaterinburg, două plăci „Ultima adresă” de pe strada Celiuskințev au fost acoperite cu autocolante „Ziua victoriei” .
În 2017, în orașul Odesa din Ucraina, două semne „Ultima adresă” au fost demontate și furate.
Coordonatorul „Ultima adrese” a spus că, uneori, activiștii proiectului elimină plăcile, dacă acest lucru este solicitat de locatarii din clădirile pe zidul cărora pe care indicatoarele au fost instalate inițial .
În Moscova, poliția a îndepărtat pe 2 aprilie 2017 două semnele „Ultima adresă” imediat după instalarea lor, confundând ceremonia cu o acțiune de protest. Până la urmă, incidentul a fost rezolvat și poliția a permis instalarea plăcilor.
La Sankt Petersburg, în 2020, compania orășenească de administrare a fondului locativ a demontat 16 plăci „Ultima adresă” de pe „casa Dovlatov” de pe strada Rubinstein, indicând că permisiunea de instalare din partea locuitorilor casei nu a fost obținută în conformitate cu procedura stabilită prin lege. În același an, a fost eliminat semnul „Ultima adresă”, care fusese montat pe peretele unei case de pe Insula Vasilievski din Sankt Petersburg.

## Instalarea plăcilor pe siturile din patrimoniu cultural
Unele dintre plăci sunt instalate pe clădiri recunoscute ca situri din patrimoniu cultural. De exemplu, în toamna anului 2017, un semn memorial al orientalistului Richard Vasmer a fost dezvăluit pe fațada Ermitajului. În iarna anului 2018, o placă a contabilei Alvina Peterson a fost montată pe peretele sălii de spectacol al  Teatrul ui Balșoi, iar în vara anului 2019, o placă a fost plasată pe peretele clădirii Nikitin al Kremlinului din Novgorod în memoria criticului de artă Boris Șeviakov.
La instalarea semnelor „Ultima adresă” pe clădirile recunoscute ca situri de patrimoniu cultural, activiștii s-au confruntat cu amenzi administrative. În 2017, o instanță din Arhanghelsk l-a amendat pe Dmitri Kozlov, coordonatorul local al „Ultimei adrese”, cu 15 mii de ruble pentru instalarea unei plăci pe o clădire recunoscută ca sit al patrimoniului cultural. Pe de altă parte, instanța nu a hotărât că placa Ultima adresă trebuie îndepărtată. În decembrie 2018, Comitetul pentru Planificare Urbană și Arhitectură din Sankt Petersburg a trimis scrisori oficialilor administrațiilor raionale ale orașului, în care propunea să aducă la tragă la răspundere administrativă persoanele care instalează semnele „Ultima adresă”.

## Distincții și premii
- Pe 28 septembrie 2015, proiectul „Ultima adresă” a primit un premiu „Fabricat în Rusia (Сделано в России)” la categoria „Proiecte sociale” și un certificat pentru instalarea a 50 de semne comemorative din partea revistei „Snob”. Premiul a fost acordat de redactorul-șef al revistei „Novoe literanturnoe obozrenie”, Irina Prohorova și a fost primit de Arseni Roghinski, președintele Consiliului de Administrație al Societății Internaționale Memorial[158].
- Pe 2 decembrie 2015, inițiatorul proiectului, Serghei Parhomenko, a primit premiile „The Moscow Times Awards” pentru 2015, acesta fiind nominalizat la categoria” Responsabilitatea socială personală” pentru munca sa la proiectul „Ultima adresă”. În momentul primirii premiului, peste 100 de semne comemorative fuseseră instalate în Rusia și fuseseră primite aproximativ 1.000 de cereri pentru producerea unora noi[159].
- Pe 30 decembrie 2015, proiectul Last Address a fost numit evenimentul anului de revista New Times[160].
- Pe 8 decembrie 2016, Serghei Parhomenko a devenit câștigătorul Premiului RBK Petersburg pentru proiectul „Ultima adresă” pe baza rezultatelor votului telespectatorilor și al publicului de pe internet și a primit titlul de „Laureat al Premiului RBK Petersburg 2016. Alegerea publicului”[161].
- Pe 20 decembrie 2016, proiectul „Ultima adresă” a devenit laureat al „Premiului pentru inițiativa cetățenească”. Acest premiu recompensează inițiative pentru ajutorarea veteranilor din Marele Război Patriotic, victimelor represiunii politice și familiilor acestora, persoanelor în vârstă, precum și pentru îmbunătățirea locurilor memoriale militare și a locurilor de înmormântare private[162].
- Pe 15 iunie 2018, „Ultima adresă” a primit Premiul Fundației Karl Fricke pentru Studiul dictaturii SED. Premiul în de bani a fost trimis de laureați proiectului ucrainean „Ultima adresă”, pentru ca să evite etichetarea drept „agent străin” conform legii ruse[163][164][165].